# Agropyron deweyi
Agropyron deweyi är en gräsart som beskrevs av Áskell Löve. Agropyron deweyi ingår i släktet kamveten, och familjen gräs. Inga underarter finns listade i Catalogue of Life.